# (17910) Munyan
(17910) Munyan – planetoida z pasa głównego asteroid okrążająca Słońce w ciągu 4 lat i 86 dni w średniej odległości 2,62 j.a. Została odkryta 20 marca 1999 roku w programie LINEAR. Przed nadaniem nazwy planetoida nosiła oznaczenie tymczasowe (17910) 1999 FG37.